# St. Martinus (Hellefeld)

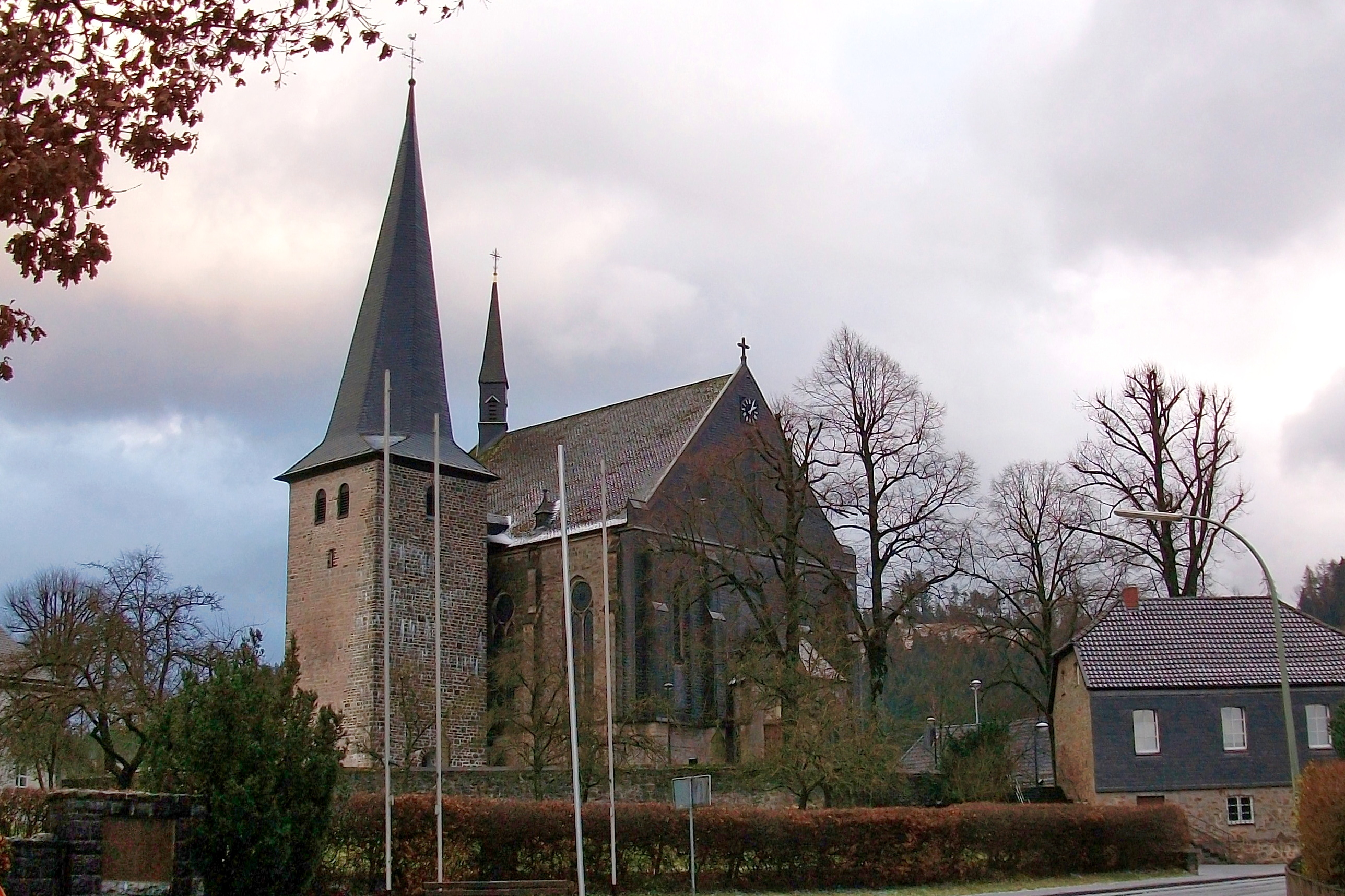
St. Martinus

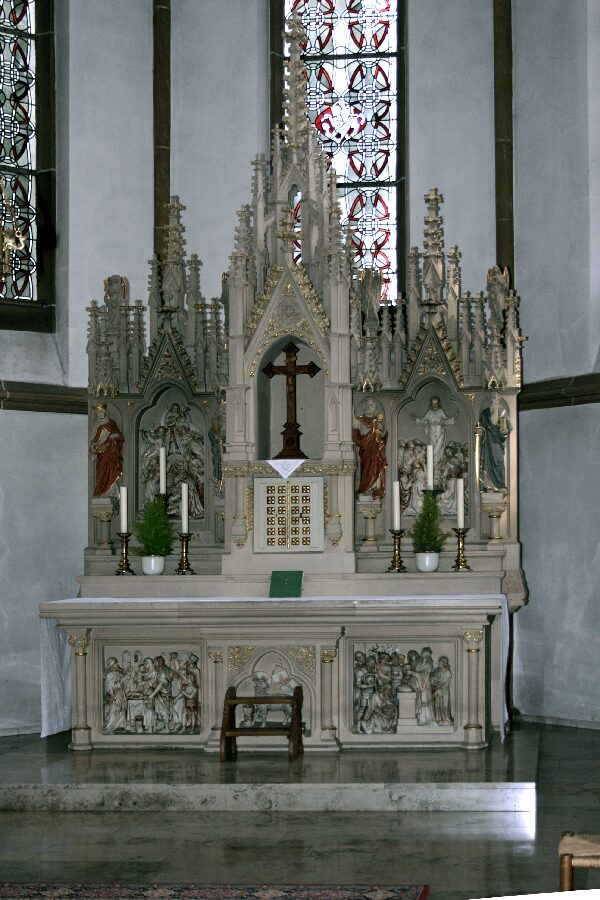
Altar

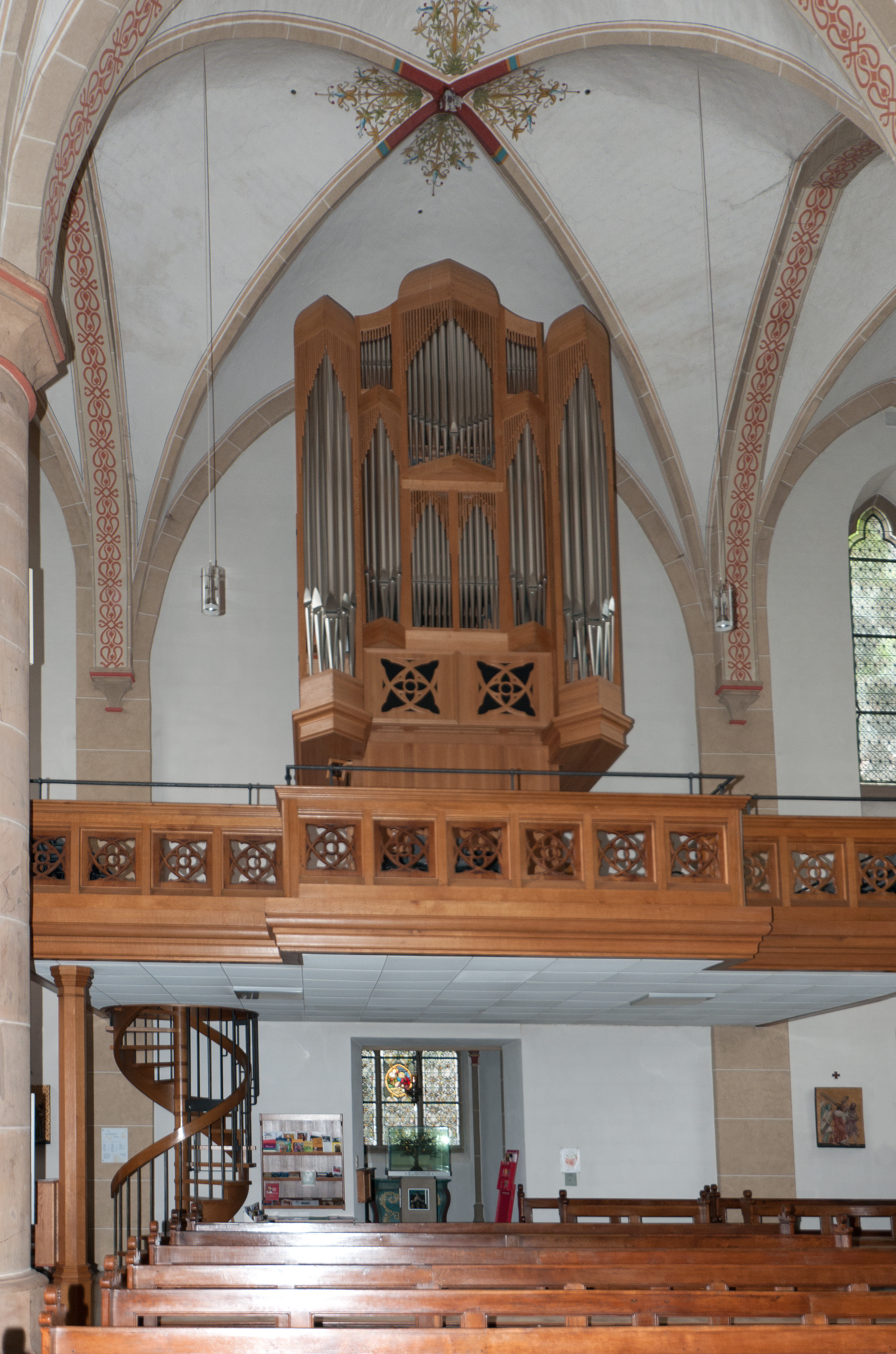
Orgel mit Aufgang zur Empore

Die katholische Pfarrkirche St. Martinus ist ein denkmalgeschütztes Kirchengebäude in Hellefeld, einem Stadtteil der Stadt Sundern, im Hochsauerlandkreis, in Nordrhein-Westfalen.

## Geschichte und Architektur
Die Gemeinde wurde 1179 erstmals als Pfarrei urkundlich erwähnt. Die Vorgängerkirche war eine kreuzförmige Gewölbebasilika vom Typ Berghausen aus dem zwölften Jahrhundert. Von dieser blieb der schlichte Turm erhalten.
Der abgerissene Altbau wurde nach den Plänen des Dombaumeisters Arnold Güldenpfennig in den Jahren 1874 bis 1877 durch einen neugotischen Neubau ersetzt. Der alte Turm befindet sich auf der Nordseite des Neubaus. In den Jahren 1971 bis 1976 wurde eine Gesamtrestaurierung der Hallenkirche erforderlich. Diese umfasste im Wesentlichen die Erweiterung der Sakristei, innere und äußere Restaurierungen am alten Turm und Schaffung eines neuen Zugangs vom Innenschiff, die Erneuerung der Kirchenfenster und der technischen Einrichtungen und Renovierung der Orgelbühne u. a.

## Ausstattung
- Das mit Köpfen verzierte romanische zylinderförmige Taufbecken aus Zinn aus dem 12. Jahrhundert gilt neben der Taufe im Würzburger Dom als in seiner Art einmalig in Deutschland.
- Romanisches Rauchfass aus Bronze
- Eine Monstranz aus vergoldetem Silber von 1722[2]
- Figuren des hl. Martinus, Bischof von Tours und des hl. Liborius, Bischof von Le Mans. Beide Bischöfe sollen miteinander befreundet gewesen sein.
- Im linken Seitenschiff befinden sich die Seitenklappen des Hochaltars der alten Kirche mit den Darstellungen:

- geschlossen: links: die Himmelfahrt Christi; rechts: Christus im Himmel
- geöffnet: Bild 1 Christi Geburt; Bild 2 Christus wird getauft; Bild 3 die Hochzeit zu Kanaan; Bild 4 zeigt die Emmaus-Jünger
- Der Kirchturm trägt drei Glocken. Die kleine Glocke (h′) wurde 1432 aus Bronze gegossen. Die beiden großen Glocken (fis′ und a′) wurden 1921 durch Buderus & Humpert aus Gussstahl gefertigt. Im Dachreiter hängt noch eine Kleppglocke.

Eine bebilderte Dokumentation und Beschreibung der Kirchenfenster, des Grundrisses und der Innenansicht der Kirche befinden sich auf der Internetseite der Forschungsstelle Glasmalerei des 20. Jahrhunderts e.V. Das Kirchenfenster über dem Eingangsportal ist der Erinnerung an den bekannten, aus Hellefeld stammenden Bischof Hugo Aufderbeck, gewidmet.